# Liste des longs métrages suisses proposés à l'Oscar du meilleur film international
Cet article présente la liste des longs métrages suisses proposés à l'Oscar du meilleur film international.

## Films proposés par la Suisse
| Année (cérémonie) | Titre français                              | Titre original                                            | Langue                                                 | Réalisateur                          | Résultat                   |
| ----------------- | ------------------------------------------- | --------------------------------------------------------- | ------------------------------------------------------ | ------------------------------------ | -------------------------- |
| 1962 (34e)        | Filles perdues                              | Die Schatten werden länger                                | Allemand                                               | Ladislas Vajda                       | Non nommé                  |
| 1971 (43e)        | Erste Liebe                                 |                                                           | Allemand                                               | Maximilian Schell                    | Nommé                      |
| 1973 (45e)        | La Salamandre                               |                                                           | Français                                               | Alain Tanner                         | Non nommé                  |
| 1974 (46e)        | L'Invitation                                |                                                           | Français                                               | Claude Goretta                       | Nommé                      |
| 1975 (47e)        | Le Milieu du monde                          |                                                           | Français                                               | Alain Tanner                         | Non nommé                  |
| 1976 (48e)        | Konfrontation                               |                                                           | Suisse allemand                                        | Rolf Lyssy                           | Non nommé                  |
| 1977 (49e)        | Jonas qui aura 25 ans en l'an 2000          |                                                           | Français                                               | Alain Tanner                         | Non nommé                  |
| 1980 (52e)        | Les Petites Fugues                          |                                                           | Français                                               | Yves Yersin                          | Non nommé                  |
| 1981 (53e)        | Sauve qui peut (la vie)                     |                                                           | Français                                               | Jean-Luc Godard                      | Non nommé                  |
| 1982 (54e)        | La barque est pleine                        | Das Boot ist Voll                                         | Allemand                                               | Markus Imhoof                        | Nommé                      |
| 1983 (55e)        | Yol, la permission                          | Yol                                                       | Turc                                                   | Şerif Gören                          | Non nommé                  |
| 1984 (56e)        | Dans la ville blanche                       |                                                           | Français                                               | Alain Tanner                         | Non nommé                  |
| 1985 (57e)        | La Diagonale du fou                         |                                                           | Français                                               | Richard Dembo                        | Remporte l'Oscar           |
| 1986 (58e)        | L'Âme-sœur                                  | Höhenfeuer                                                | Suisse allemand                                        | Fredi Murer                          | Non nommé                  |
| 1987 (59e)        | Tanner l'Irréductible                       | Der schwarze Tanner                                       | Suisse allemand                                        | Xavier Koller                        | Non nommé                  |
| 1988 (60e)        | Si le soleil ne revenait pas                |                                                           | Français                                               | Claude Goretta                       | Non nommé                  |
| 1989 (61e)        | La Méridienne                               |                                                           | Français                                               | Jean-François Amiguet                | Non nommé                  |
| 1990 (62e)        | Mon cher sujet                              |                                                           | Français                                               | Anne-Marie Miéville                  | Non nommé                  |
| 1991 (63e)        | Voyage vers l'espoir                        | Reise der Hoffnung                                        | Turc, suisse allemand, italien                         | Xavier Koller                        | Remporte l'Oscar           |
| 1992 (64e)        | Der Berg                                    |                                                           | Allemand                                               | Markus Imhoof                        | Non nommé                  |
| 1993 (65e)        | Hors saison                                 |                                                           | Français                                               | Daniel Schmid                        | Non nommé                  |
| 1994 (66e)        | Le Journal de Lady M.                       |                                                           | Français                                               | Alain Tanner                         | Non nommé                  |
| 1995 (67e)        | Trois Couleurs : Rouge                      |                                                           | Français                                               | Krzysztof Kieślowski                 | Disqualifié                |
| 1996 (68e)        | Adultère (mode d'emploi)                    |                                                           | Français                                               | Christine Pascal                     | Non nommé                  |
| 1997 (69e)        | Les Agneaux                                 |                                                           | Français                                               | Marcel Schüpbach                     | Non nommé                  |
| 1998 (70e)        | For Ever Mozart                             |                                                           | Français                                               | Jean-Luc Godard                      | Non nommé                  |
| 1999 (71e)        | La Guerre dans le Haut Pays                 |                                                           | Français                                               | Francis Reusser                      | Non nommé                  |
| 2000 (72e)        | Berezina ou les Derniers Jours de la Suisse | Beresina oder Die letzten Tage der Schweiz                | Suisse allemand                                        | Daniel Schmid                        | Non nommé                  |
| 2001 (73e)        | Gripsholm                                   |                                                           | Allemand                                               | Xavier Koller                        | Non nommé                  |
| 2002 (74e)        | Éloge de l'amour                            |                                                           | Français                                               | Jean-Luc Godard                      | Non nommé                  |
| 2003 (75e)        | Aime ton père                               |                                                           | Français                                               | Jacob Berger                         | Non nommé                  |
| 2005 (77e)        | Une offrande musicale                       | Mein Name ist Bach                                        | Allemand                                               | Dominique de Rivaz                   | Non nommé                  |
| 2006 (78e)        | Tout un hiver sans feu                      |                                                           | Français                                               | Grzegorz Zgliński                    | Non nommé                  |
| 2007 (79e)        | Vitus                                       | Vitus                                                     | Suisse allemand                                        | Fredi Murer                          | Préselectionné en janvier  |
| 2008 (80e)        | Les mamies ne font pas dans la dentelle     | Die Herbstzeitlosen                                       | Suisse allemand                                        | Bettina Oberli                       | Non nommé                  |
| 2009 (81e)        | Der Freund                                  |                                                           | Suisse allemand                                        | Micha Lewinsky (de)                  | Non nommé                  |
| 2010 (82e)        | Home                                        |                                                           | Français                                               | Ursula Meier                         | Non nommé                  |
| 2011 (83e)        | La Petite Chambre                           |                                                           | Français                                               | Stéphanie Chuat et Véronique Reymond | Non nommé                  |
| 2012 (84e)        | Jeux d'été                                  | Giochi d'estate                                           | Italien                                                | Rolando Colla                        | Non nommé                  |
| 2013 (85e)        | L'Enfant d'en haut                          |                                                           | Français                                               | Ursula Meier                         | Préselectionné en janvier  |
| 2014 (86e)        | Des abeilles et des hommes                  | More than Honey                                           | Allemand                                               | Markus Imhoof                        | Non nommé                  |
| 2015 (87e)        | Le Cercle                                   | Der Kreis                                                 | Allemand                                               | Stefan Haupt                         | Non nommé                  |
| 2016 (88e)        | Iraqi Odyssey                               |                                                           | Arabe                                                  | Samir                                | Non nommé                  |
| 2017 (89e)        | Ma vie de Courgette                         |                                                           | Français                                               | Claude Barras                        | Préselectionné en décembre |
| 2018 (90e)        | L'Ordre divin                               | Die göttliche Ordnung                                     | Allemand                                               | Petra Volpe                          | Non nommé                  |
| 2019 (91e)        | Eldorado                                    |                                                           | Allemand                                               | Markus Imhoof                        | Non nommé                  |
| 2020 (92e)        | Le Formidable Envol de Motti Wolkenbruch    | Wolkenbruchs wunderliche Reise in die Arme einer Schickse | Allemand, yiddish                                      | Michael Steiner (de)                 | Non nommé                  |
| 2021 (93e)        | Petite Sœur                                 | Schwesterlein                                             | Allemand, français, anglais                            | Stéphanie Chuat, Véronique Reymond   | Non nommé                  |
| 2022 (94e)        | Olga                                        |                                                           | Russe, français, allemand, italien, anglais, ukrainien | Elie Grappe                          | Non nommé                  |
| 2023 (95e)        | Drii Winter                                 |                                                           | Suisse allemand                                        | Michael Koch (de)                    | Non nommé                  |
| 2024 (96e)        | Foudre                                      |                                                           | français                                               | Carmen Jaquier                       | Non nommé                  |
| 2025 (97e)        | Reinas                                      |                                                           | espagnol                                               | Klaudia Reynicke                     | Non nommé                  |